# خورشيدبانو ناتافان
خورشيدبانو ناتافان (6 أغسطس 1832 - 2 أكتوبر 1897) شاعرة ومحسنة أذربيجانية. تعتبر واحدة من أفضل الشعراء الغنائيين في أذربيجان. قصائدها مكتوبة إما باللغة الأذربيجانية أو الفارسية وبرزت بقصائد الغزل الغنائية.
هي ابنة مهديغولو خان، آخر حكام خانية قره باغ (1748–1822).

## حياتها
ولدت ناتافان في 5 أغسطس 1832 في شوشا، وهي بلدة تقع في أذربيجان الحالية، في منطقة مرتفعات قره باغ المتنازع عليها، لوالديها مهديغولو خان (1763-1845) وبدير جهان بيغوم (1802-1861). كونها الطفلة الوحيدة في الأسرة وتنحدر من باناه علي خان، كانت الوريثة الوحيدة لخان قره باغ، المعروفة لدى عامة الناس باسم «ابنة الخان». اسمها خورشيد بانو من اللغة الفارسية ويعني «سيدة الشمس». اسمها المستعار ناتافان هو أيضًا من الفارسية ويعني الضعيفة. سميت على اسم جدتها -خورشبد بيغوم، ابنة جواد خان.
بعد وفاة والدها، ورثت مساحات واسعة من الأراضي بما في ذلك 1315 أسرة معيشية، و41 منطقة بدوية، وسبع قرى، وكان عمرها 14 عامًا. وضِعت في رعاية عمتها جوهر آغا التي علمتها الموسيقى والشعر والرسم. من المحتمل أنها تزوجت من النبيل القوموقي خاسي أوتسمييف في عام 1847. ورثت تسع قرى إضافية من والدتها بدير جهان بيغوم عام 1861 بعد وفاتها. أسست ورعت أولى الجمعيات الأدبية في شوشا وفي أذربيجان بأكملها. سميت واحدة منها (جمعية الأصدقاء) وتأسست عام 1864 لتصبح ذات شعبية خاصة، وتركزت القوى الشعرية والفكرية الكبرى في قره باغ في ذلك الوقت.
شاركت ناتافان بشكل وثيق في الأعمال الخيرية، وتعزيز التنمية الاجتماعية والثقافية في قره باغ. من أعمالها الشهيرة إنشاء مصدر للمياه لأول مرة في شوشا عام 1872، مما أدى إلى حل مشكلة المياه لسكان المدينة. كتبت صحيفة «قوقاز» الروسية المحلية حينها: «تركت خورشيد بانو بيغوم بصمة خالدة في ذاكرة الشوشايين وسينتقل مجدها من جيل إلى جيل». أطلق سكان البلدة على القناة التي بنتها ناتافان من أحجار شوشا البيضاء الشهيرة «ينابيع ناتافان» واعتبرت أيضًا آثارًا تاريخية تحت الحماية.
بذلت ناتافان الكثير من أجل تطوير ونشر سلالة خيول قره باغ الشهيرة. شاركت خيول قره باغ في المعرض العالمي (1867)، والمعرض الزراعي في موسكو (1869)، وفي تبليسي (1882) وحصلت على الميداليات الذهبية وشهادات الشرف. مُنحت خيول قره باغ في المعرض الثاني لعموم روسيا عام 1869: ميمون -الميدالية الفضية، توكماك -الميدالية البرونزية. في المعرض العالمي (1867) في باريس، حصل خان على الميدالية الفضية.
كانت الإنسانية واللطف والصداقة والحب هي الموضوعات الرئيسية في غزليات ورباعيات ناتافان. عبرت هذه القصائد الرومانسية العاطفية عن مشاعر ومعاناة امرأة لم تكن سعيدة في حياتها الأسرية وفقدت ابنها. تُستخدم العديد من هذه القصائد في الأغاني الشعبية في الوقت الحاضر.

## مقبرة خورشيدبانو ناتافان
توفيت ناتافان في شوشا في 2 أكتوبر 1897. دفنت في أغدام في مقبرة الإيمارات. بعد احتلال القوات الأرمنية لمنطقة أغدام في أعقاب حرب مرتفعات قره باغ الأولى، تضرر ضريحها. في يناير 2021، بعد عودة السيطرة على المنطقة إلى أذربيجان بعد حرب مرتفعات قره باغ الثانية 2020، أفاد المصور الصحفي الأذربيجاني الفرنسي الإيراني رضا دقتي أثناء زيارته لأغدام أن المقبرة دمرت وادعى أن قبر خورشيدبانو ناتافان قد نهب وعظامها مفقودة.

## نصب تذكاري في شوشا
وفقًا للحكومة الأذربيجانية، تعرض نصب تذكاري لناتافان في شوشا من الحقبة السوفيتية للنحاتة حياة عبدولاييفا، ومعالم أخرى مشهورة لأذربيجانيي قره باغ ومن بينهم حاجبايوف وبولبول، زينت الشوارع المركزية لشوشا، لأضرار بالغة إزالتها على يد القوات الأرمينية. اشترى بولاد بلبل أغلو، وزير الثقافة الأذربيجاني آنذاك، التماثيل النصفية البرونزية من ساحة الخردة المعدنية الجورجية ونقلها إلى باكو.